# Chongqing Airlines
Chongqing Airlines (кит. упр. 重庆航空, пиньинь Chóngqìng Hángkōng, палл. Чунцин ханкун) — китайская авиакомпания со штаб-квартирой в городе Чунцин (КНР), работающая в сфере внутренних пассажирских перевозок по материковой части Китая.
Портом приписки авиакомпании и её главным транзитным узлом (хабом) является международный аэропорт Чунцин Цзянбэй.

## История
Chongqing Airlines была основана 16 июня 2007 года как совместное предприятие авиакомпании China Southern Airlines (60 %) и чунцинской компании «Chongqing Municipal Development & Investment Company» (40 %). 4 июля следующего месяца перевозчик получил сертификат эксплуатанта CAAC.
8 июля 2007 года авиакомпания начала операционную деятельность, совершив свой первый рейс из Чунцина в шанхайский международный аэропорт Пудун.
В 2008 году штат перевозчика составлял 402 сотрудника.

## Маршрутная сеть
В январе 2016 года маршрутная сеть регулярных перевозок авиакомпании Chongqing Airlines охватывала следующие пункты назначения:
- Китайская Народная Республика
  - Пекин — международный аэропорт Шоуада
  - Чанша — международный аэропорт Чанша Хуанхуа
  - Чунцин — международный аэропорт Чунцин Цзянбэй (хаб)
  - Дали — аэропорт Дали
  - Фучжоу — международный аэропорт Фучжоу Чанлэ
  - Гуанчжоу — международный аэропорт Гуанчжоу Байюнь
  - Гуйлинь — международный аэропорт Гуйлинь Лянцзян
  - Ханчжоу — международный аэропорт Ханчжоу Сяошань
  - Харбин — международный аэропорт Харбин Тайпин
  - Цзинань — международный аэропорт Цзинань Яоцян
  - Цзючжайгоу — аэропорт Сунпань Цзючжай Хуанлун
  - Куньмин — международный аэропорт Куньмин Чаншуй
  - Лицзя — аэропорт Лицзян Саньи
  - Чэнгуань — аэропорт Гонггар
  - Манши — аэропорт Манши Дэхун
  - Наньчан — международный аэропорт Наньчан Чанбэй
  - Нанкин — международный аэропорт Нанкин Лукоу
  - Нинбо — международный аэропорт Нинбо Лишэ
  - Цяньцзян (Чунцин) — аэропорт Цянцзян Улиншань
  - Санья — международный аэропорт Санья Фэнхуан
  - Шанхай — международный аэропорт Шанхай Пудун
  - Шангри-Ла (Дечен-Тибетский автономный округ) — аэропорт Дицин Сянгэлила
  - Шэньчжэнь — международный аэропорт Шэньчжэнь Баоань
  - Тэнчун — аэропорт Тэнчун Тофэн
  - Вэньчжоу — международный аэропорт Вэньчжоу Юнцян
  - Ухань — международный аэропорт Ухань Тяньхэ
  - Сямынь — международный аэропорт Сямынь Гаоци
  - Сишуанбаньна-Дайский автономный округ — аэропорт Сишуанбаньна Гаса
- Таиланд
  - Бангкок — международный аэропорт Суваннапум[2]

## Флот
В октябре 2016 года воздушный флот авиакомпании Chongqing Airlines составляли следующие самолёты: